# Ormiański patriarchat Jerozolimy
Ormiański Patriarchat Jerozolimy – patriarchat Apostolskiego Kościoła Ormiańskiego z siedzibą w Jerozolimie, jurysdykcyjnie podległy, ale autonomiczny wobec katolikosatu eczmiadzyńskiego. Podlegają mu wierni zamieszkujący obszar Izraela, Palestyny i Jordanii. Aktualnym (2022) patriarchą jest Nurhan Manugian.

## Historia
Wspólnota ormiańska w świętym mieście uniezależniła się w VI wieku po schizmie spowodowanej przyjęciem przez Kościół Jerozolimy doktryny Soboru Chalcedońskiego. Historia samego zaś patriarchatu sięga VII w. W 626 roku Mahomet zagwarantował pierwszemu patriarsze jerozolimskiemu Abrahamowi bezpieczeństwo jeozolimskich Ormian pod rządami arabskimi.